# Ophisma basigutta
Ophisma basigutta är en fjärilsart som beskrevs av Felder 1874. Ophisma basigutta ingår i släktet Ophisma och familjen nattflyn. Inga underarter finns listade i Catalogue of Life.